# Alaunbach (Donau)
Der Alaunbach ist ein Bach in der niederösterreichischen Stadt Krems an der Donau und durchfließt das Alauntal.
Der 4,26 Kilometer lange Alaunbach entspringt im nordwestlichen Stadtteil Egelsee aus zwei einander nahen Quellen. Ab dem Stadtteil Stein, genauer ab der Höhe Justizanstalt Stein, wird der Bach unterirdisch kanalisiert geführt, bevor er in die Donau mündet.